# Giro de Lombardía 1996
El Giro de Lombardía 1996, la 90.ª edición de esta clásica ciclista, se disputó el 19 de octubre de 1996, con un recorrido de 250 km entre Varese y Bérgamo. El italiano Andrea Tafi consiguió imponerse en la línea de llegada. El suizo Fabian Jeker y el belga Axel Merckx acabaron segundo y tercero respectivamente.

## Clasificación final
| Posición | Ciclista         | Equipo                  | Tiempo     |
| -------- | ---------------- | ----------------------- | ---------- |
| 1        | Andrea Tafi      | Mapei-GB                | 5h 51' 46" |
| 2        | Fabian Jeker     | Festina-Lotus           | + 2' 19"   |
| 3        | Axel Merckx      | Motorola                | + 2' 22"   |
| 4        | Daniele Nardello | Mapei-GB                | + 2' 29"   |
| 5        | Davide Rebellin  | Polti                   | m. t.      |
| 6        | Gianni Bugno     | MG Maglificio-Technogym | + 3' 03"   |
| 7        | Richard Virenque | Festina-Lotus           | + 3' 04"   |
| 8        | Mauro Gianetti   | Polti                   | m. t.      |
| 9        | Laurent Jalabert | ONCE                    | m. t.      |
| 10       | Andrea Peron     | Motorola                | m. t.      |